# Scopaeus minutus
Scopaeus minutus är en skalbaggsart som beskrevs av Wilhelm Ferdinand Erichson 1840. Scopaeus minutus ingår i släktet Scopaeus, och familjen kortvingar. Arten är reproducerande i Sverige.